# 이타쿠라 가쓰아키
이타쿠라 가쓰아키(일본어: 板倉勝顕, 1814년 6월 20일 ~ 1877년 1월 8일)는 일본 에도 시대의 다이묘로, 후쿠시마번의 10대 번주이다. 관위는 종5위하, 나이젠노카미이다. 시게마사 류 이타쿠라 가(重昌流板倉家) 제13대 당주.
분카 11년(1814년), 선대 번주 이타쿠라 가쓰토시의 맏아들로 태어났다. 덴포 5년(1834년), 아버지가 은거하면서 번주직을 계승했다. 미·일 수호 통상조약이 체결되어 일본이 개항에 돌입하자, 번의 특산물인 명주실이 수출 주력 상품이 되었다. 게이오 2년(1866년)에 은거하고 맏아들 가쓰미에게 양위하였으나, 이후로도 실질적인 번 통치를 주도하였다. 메이지 10년(1877년)에 사망하였다.
| 전임 이타쿠라 가쓰토시 | 제10대 후쿠시마번 번주 (이타쿠라 가문) 1834년 ~ 1866년 | 후임 이타쿠라 가쓰미 |